# Hotaru Tomoe
Czarodziejka z Saturna (jap. セーラーサターン Sērā Satān; Sailor Saturn) – fikcyjna postać z serii mang i anime Sailor Moon autorstwa Naoko Takeuchi. Jej imię to Hotaru Tomoe (jap. 土萠 ほたる Tomoe Hotaru). Czarodziejka z Saturna jest jedną z czterech Czarodziejek Zewnętrznego Układu Słonecznego.
Czarodziejka z Saturna została przedstawiona serii Sailor Moon S, wystąpiła też w kilku odcinkach piątej serii Sailor Stars. Posiada ona moce związane ze zniszczeniem, śmiercią i odrodzeniem, jest zdolna zniszczyć planety, a nawet cały układ gwiazd. W animie jest rzadkością. Wystąpiła tylko w 23 na 200 odcinków (sezon III i V). Po raz pierwszy pojawiła się w odc. 111, lecz była tam pokazana sama sylwetka, przez kilka sekund. Tylko w dziewięciu odcinkach nosi mundur czarodziejki.

## Opis postaci
| Pierwsze wystąpienie  |        |             |
| Forma                 | Manga  | Anime       |
| Hotaru Tomoe          | Akt 24 | Odcinek 111 |
| Mistress 9            | Akt 30 | Odcinek 123 |
| Sailor Saturn         | Akt 30 | Odcinek 125 |
| Super Sailor Saturn   | Akt 39 | Odcinek 167 |
| Księżniczka Saturn    | Akt 41 | —           |
| Eternal Sailor Saturn | Akt 42 | —           |
| Evil Sailor Saturn    | Akt 50 | —           |

Hotaru zostaje po raz pierwszy przedstawiona, gdy zaprzyjaźnia się z Chibiusą. Wcześniej nie miała przyjaciół i ubierała się na czarno lub inny podobny kolor. W anime była przedstawiona jako niepopularna wśród kolegów, z powodu swoich mocy i dziwnych napadów, jak zmiany osobowości. W domu jest pod ciągłą kontrolą osobistej asystentki ojca, Kaolinite, zastąpionej potem przez Pięć Wiedźm. Hotaru jest słaba fizycznie (z powodu drzemiącej w niej Mistress 9), nie lubi wysiłku, szybko się męczy. W stresujących sytuacjach dostaje duszności uniemożliwiających zachowanie pionu. Naoko Takeuchi, twórczyni serii, opisuje ją jako delikatną, cichą, rozwiniętą nad swój wiek i pozbawioną wyrazu.
W mandze zostało opisane, że w laboratorium profesora Tomoe miał miejsce wypadek, w którym zginęła matka Hotaru, Keiko, a ona sama została poważnie ranna. Sōichi Tomoe, uratował córkę, tworząc jej cybernetyczne ciało i zawierając układ z mistrzem Pharaoh 90 – użył jego mocy, w nadziei ożywienia Hotaru. W zamian za to, on także stracił swoje człowieczeństwo i stał się wrogi i nieprzyjazny, gdyż jego ciałem zawładnął Germatoid. Po tym jak Czarodziejka z Księżyca uniemożliwia Czarodziejce z Saturna zniszczenie świata na krańcu nieskończoności, Hotaru odradza się jako dziecko bez cybernetycznych części. W porównaniu z mangą, w anime ojciec Hotaru nie ginie i opiekuje się odrodzoną córką aż do momentu, w którym Setsuna Meiō prosi go o oddanie Hotaru pod jej pieczę.
Wiek Hotaru zmienia się w ciągu serii – po raz pierwszy przedstawiona jest jako 12-latka, następnie odradza się jako dziecko i szybko rozwija się osiągając wiek około 4 lub 5 lat, a następnie osiąga swój odpowiedni chronologiczny wiek. Jako Sailor Saturn jest wojowniczką zniszczenia, której przeznaczeniem jest doprowadzenie świata do zagłady. Jej moce obudziły się w momencie, gdy trzy Talizmany zebrane przez Sailor Uranus, Sailor Neptune i Sailor Pluto zostały zgromadzone. Saturn ujawnia w trzeciej części mangi (Infinity), że moc ta jest niezbędna, gdyż odrodzenie nie może nastąpić bez śmierci. To Sailor Saturn zniszczyła resztki rozdartego wojną Księżycowego Królestwa, umożliwiając narodziny nowego świata. Początkowo wiedza o jej mocach spowodowała, że inne Outer Senshi próbowały zabić jej nieprzebudzoną formę. Jednak przebudzenie Czarodziejki ostatecznie uratowało świat zmuszając Pharaoh 90 do ucieczki do swojego dawnego wszechświata z obawy przed zniszczeniem wraz z Ziemią. Sailor Pluto następnie zapieczętowała bramę do ich wymiaru, tak aby nigdy nie mógł powrócić, a Super Sailor Moon użyła swych mocy jako Neo-Queen Serenity, aby wskrzesić wszystko, co zostało zniszczone.
W sezonie piątym Hotaru w kilka dni przeobraziła się z niemowlęcia w dziesięciolatkę, gdy poczuła, że zbliża się wróg gorszy niż którykolwiek wcześniej. Podczas walki z Nehelenią jest gotowa na możliwość użycia swojego najpotężniejszego zaklęcia, którego skutkiem byłoby nie tylko zniszczenie wroga, ale też jej samej.

### Sailor Saturn
Hotaru potrafi zmienić się w Sailor Saturn. Nosi strój w odcieniach fioletu i bordo. Pierwsza wersja tego munduru ma rękawy w kształcie płatków, broszkę w kształcie srebrnej gwiazdy i podobną na wstążce noszonej na szyi, rękawice i sznurowane buty na obcasie sięgające kolan. Sailor Saturn jest szczególnie rozpoznawalna przez Kosę Ciszy, którą może użyć nawet do zniszczenia planety. Posiada także zdolność uzdrawiania drobnych ran zarówno w postaci cywilnej, jak i w postaci Czarodziejki. W języku japońskim planeta Saturn nosi nazwę Dosei (jap. 土星): pierwszy znak kanji oznacza "glebę/ziemię", a drugi wskazuje na obiekt astronomiczny. Według mitologii Saturn był bogiem rolnictwa, był też utożsamiany z Kronosem, oba bóstwa przedstawiano z sierpem lub kosą. Jest to najprawdopodobniej powodem, dla którego glewia jest bronią Sailor Saturn.
Z czasem staje się znacznie silniejsza i potężna, Sailor Saturn zyskuje dodatkowe moce, a jej mundur zmienia się odzwierciedlając to. Pierwsza zmiana ma miejsce w 39 akcie mangi, kiedy zdobywa Saturn Crystal, jej strój staje się podobny do stroju Super Sailor Moon. Nie podano nazwy transformacji. Jej drugą i ostatnią przemianą w anime jest Super Sailor Saturn. Ostatnią transformacją Hotaru jest Eternal Sailor Saturn, pojawia się ona tylko w mandze i jest najdoskonalszą postacią Senshi.

### Księżniczka Saturn

Symbol Saturna.

Księżniczka Saturn (jap. プリンセス・サターン Purinsesu Satān; Princess Saturn) – w mandze Hotaru była Księżniczką na swojej rodzinnej planecie – Saturnie. Jej zadaniem było strzec Królestwa przed inwazją z zewnątrz. Jeszcze za czasów Srebrnego Millenium, jako księżniczka, mieszkała w zamku Titan Castle – zamku orbitującym wokół Saturna. Królowa Serenity dała go jej, kiedy Księżniczka się urodziła.

### Mistress 9
Mistress 9 (jap. ミストレス9 Misutoresu 9) znana także jako Mesjasz Ciszy (jap. 沈黙のメシア Chinmoku no Meshia) – forma życia, która przybyła na Ziemię z galaktyki Tau, na polecenie głównego antagonisty serii – mistrza Pharaoh 90. Za zgodą profesora Soichi Tomoe, Mistress 9 zostaje wszczepiona do ciała Hotaru, tuż po wypadku jaki wydarzył się w laboratorium, cztery lata przed akcją anime. W czasie trwania serii, co pewien czas, Mistress 9 przejmuje kontrolę nad nieświadomą Hotaru i usiłuje zdobyć kryształy czystych serc, potrzebne do całkowitego przebudzenia. Udaje jej się to osiągnąć po wchłonięciu serca Chibiusy i przemienia się wówczas w Mesjasza Ciszy – posłańca zniszczenia, którego celem jest sprowadzenie na Ziemię Pharaoh 90 i zaprowadzenie Świata Wielkiej Ciszy.

## Transformacje
W anime Sailor Saturn jest jedyną czarodziejką, której transformacji nigdy nie ukazano.
- Saturn Planet Power, Make Up! (jap. サターン・プラネット・パワー・メイク・アップ Satān Puranetto Pawā Meiku Appu; Potęgo Saturna, działaj!) – zrobiona tylko i wyłącznie na potrzeby gry na Sega Saturn – nie występowała ani w anime, ani w mandze[a].
- Saturn Crystal Power, Make Up! (jap. サターン・クリスタル・パワー・メイク・アップ Satān Kurisutaru Pawā Meiku Appu; Kryształowa Potęgo Saturna, Przemień Mnie!)[9]

## Ataki
Sailor Saturn do ataków używa Kosy Ciszy. Jeżeli jej użyje przeciwko wrogowi, umrze razem z nim, i osobami, które są w pobliżu. Jedynym atakiem, który jej nie zabija, jest atak obronny "Silence Wall".

### Anime
- Silence Glaive Surprise! (jap. 沈黙鎌奇襲／サイレンス・グレイブ・サプライズ Sairensu Gureibu Sapuraizu; Niespodzianka Ostrza Ciszy) – potężny atak skierowany przeciwko Nehelenii w 172 odcinku anime. Faktyczna siła tego czaru nie jest znana do końca, jako że Chibi Moon powstrzymała Saturna od dalszego jego wykonania. W przeciwnym wypadku najprawdopodobniej zgładziłby i wroga, i Czarodziejkę. W mandze atak o tejże nazwie tworzy gęstą mgłę rozpraszającą wroga. W polskiej wersji anime brzmi Grobowa Cisza[7].
- Silence Wall! (jap. 不動城壁／サイレンス・ウォール Sairensu Uōru; Milczący Mur) – atak ochronny, tworzący niewidzialną barierę energetyczną wokół. Bariera jest odporna na każdy atak, praktycznie nie do przebicia[7].

### Manga
- Death Reborn Revolution! (jap. 死世界変革／デス・リボーン・レボリューション Desu Ribōn Reboryūshon; Rewolucja Śmierci i Odrodzenia) – potężny atak, którym Sailor Saturn się posłużyła w mandze do wyssania energii od Pharaoh 90, aby potem móc przynieść światu zagładę poprzez opuszczenie Glewii w absolutnej ciszy (to jest oddzielna moc Saturna, nie związana z tym czarem)[14]. Jako że podczas wykonywania Death Reborn Revolution pojawiają się wstęgi, ten atak często błędnie jest nazywany "Death Ribbon Revolution" i w takiej postaci spotykany w niektórych grach wideo. Jednakże jest to zwyczajna gra słowna.
- Silence Glaive Surprise! (jap. 沈黙鎌奇襲／サイレンス・グレイブ・サプライズ Sairensu Gureibu Sapuraizu)
- Silence Wall! (jap. 不動城壁／サイレンス・ウォール Sairensu Uōru; Mur Milczenia)
- Galactica Glaive Surprise! (jap. ギャラクティカ・鎌奇襲)[15]

## Przedmioty
- Kosa Ciszy (jap. サイレンス・グレイブ／沈黙の鎌 Sairensu Gureibu/ Chinmoku no Kama; Silence Glaive/Silence Scythe) – długa broń drzewcowa, nazwana kosą, choć w rzeczywistości wygląda jak glewia (nie dałoby się użyć tej broni jak kosy ponieważ na drodze cięcia stoi drugie, krótsze, rozszerzające się ostrze). Czarodziejka może używać go jako narzędzie do walki wręcz, a także przy jego pomocy wykonuje swoje standardowe ataki[14].
- Pióro Transformacji Saturna (ang. Saturn Transformation Pen) – różdżka, dzięki której Hotaru zmienia się w Sailor Saturn.
- Saturn Crystal (jap. サターン・クリスタル Satān Kurisutaru; Kryształ Saturna) – kryształ Senshi. Hotaru użyła go do transformacji w Eternal Sailor Saturn[9].

## Aktorki
W anime głosu Hotaru użyczyła Yūko Minaguchi, a w serialu Sailor Moon Crystal – Yukiyo Fujii.
W musicalach Sailor Moon w jej rolę wcieliły się aktorki: Keiko Takeda, Chihiro Imai, Asami Sanpei, Mao Mita, Mario Tomioka, Ayami Kakiuchi, Ruria Nakamura, Yui Iizuka, Eriko Funakoshi, Karin Takahashi oraz Mirai.

## Odbiór
W 1995 roku, w 17. Anime Grand Prix, organizowanym przez magazyn Animage, postać Hotaru Tomoe zajęła 15. miejsce w kategorii: najlepsza postać żeńska. W oficjalnym sondażu popularności postaci z serii Sailor Moon, Sailor Saturn była trzecią najbardziej popularną postacią z pięćdziesięciu pozycji.